# I'm Gonna Show You Crazy
"I'm Gonna Show You Crazy" é uma canção da artista musical norte-americana Bebe Rexha. Foi lançada em 19 de dezembro de 2014 servindo como segundo single do EP I Don't Wanna Grow Up (2015).
As linhas "Louca, maníaca, vadia doente, psicopata / Sim, eu vou te mostrar..." afirmam que a intérprete aceita e tem posse de que pode ser "louca". A canção teve moderado desempenho, aparecendo em tabelas da Suécia, Finlândia e Noruega.

## Antecedentes
Depois de aparecer nos álbuns de Pitbull (Globalization) e David Guetta (Listen), Rexha trabalhou numa sequência para seu single de estreia solo "I Can't Stop Drinking About You", lançado no início de 2014.
Em 8 de dezembro do mesmo ano, a cantora divulgou uma demo de "Cry Wolf", sob o boato de ser seu próximo single. Quatro dias mais tarde, no entanto, "I'm Gonna Show You Crazy" foi revelado como o próximo single. A música foi finalmente lançada uma semana após a sua divulgação, em 19 de dezembro, juntamente com a faixa "Gone".

## Recepção da crítica
Bradley Stern do MuuMuse deu a canção um comentário positivo, dizendo que é "insanamente boa". Ele disse: "O desafio escrito em toda a faixa é positivamente delicioso, como Bebe gritando seu caminho através batidas militares de bateria, sintetizadores e um refrão monstruoso".
Kevipod de Direct Lyrics escreveu: "A nossa nova garota favorita do Brooklyn acaba de lançar uma música matadora digna de estar em alta rotação nas rádios Top 40 e no Top 20 da Billboard Hot 100 (pelo menos!). Produção pop-dance incrível? Checado!; mais conteúdo politicamente incorreto? checado!; vocais ferozes? Checado!; e refrão surpreendentemente cativante, o inferno checa! Meu bom Deus. Esse refrão!"

## Vídeos musicais
Uma versão acústica da canção foi lançada em 25 de fevereiro de 2015. O vídeo mostra a cantora derramando lágrimas e batendo enquanto canta a música acima de um dedilhar de guitarra acústica.
Em 17 de março, a MTV News divulga com exclusividade o lyric video da canção. O portal descreve-o como "um olhar visual incrivelmente detalhado, perspicaz para as pressões de ser perfeita - e as virtudes da auto-aceitação. Em última análise, a única coisa que é loucura está pedindo desculpas por ser você mesma". Em entrevista ao mesmo site, Rexha diz que o vídeo destaca os efeitos prejudiciais das "soluções rápidas" que as pessoas usam para ajudar a si mesmos quando não estão em conformidade com uma visão socialmente construída da perfeição: "A música não é sobre ser louca. Ela não está sendo mentalmente doente. É sobre pessoas fazendo você se sentir como se estivesse louca porque você está acima do peso, magra... você é esta corrida, você é esta religião. Estamos lutando para sermos nós mesmos em um mundo que está tentando nos fazer como todo mundo". O vídeo apresenta Rexha interpretando duas personagens, uma enfermeira e uma paciente, num cenário semelhante ao de uma clínica psiquiátrica. A paciente recebe um medicamento, enquanto que o vídeo é intercalado com a letra da canção com pílulas, seringas e outros objetos ao fundo.
O vídeo principal foi lançado em 21 de abril de 2015 e foi dirigido por Hannah Lux Davis. Ele apresenta Rexha como uma jovem rebelde, que quebra as regras de uma escola extremamente rígida. No começo do vídeo, a cantora aparece numa mesa de jantar tradicional, onde todos os familiares se cumprimentam contentes enquanto Rexha fica deslocada. Ao fim, a família é obrigada a assistir a uma "aula" da intérprete.

## Desempenho nas paradas musicais
"I'm Gonna Show You Crazy" teve desempenho moderado, aparecendo em tabelas da Suécia, Finlândia e Noruega. Quando lançada, conseguiu entrar entre os dez postos dos virais do Spotify, serviço de fluxo de mídia.
| Tabela musical (2014-2015)          | Melhor posição |
| ----------------------------------- | -------------- |
| Finlândia (Suomen virallinen lista) | 17             |
| Noruega (VG-lista)                  | 17             |
| Suécia (Sverigetopplistan)          | 30             |

## Créditos
Créditos de "I'm Gonna Show You Crazy" adaptados de Discogs:
- Bebe Rexha - vocal e composição
- Jon Levine - composição, baixo, programação de tambor, guitarra, teclado, produção
- Lauren Christy - composição
- Dan Piscina - engenheiro
- John Hanes - engenharia de mixagem
- Chris Gehringer - masterização
- Serban Ghenea - mixagem